# Eerste klasse 1920-21 (voetbal België)
Het seizoen 1920/21 van de Belgische Eerste Klasse begon in de zomer van 1920 en eindigde in de lente van 1921. Het was het 21e officieel seizoen van de hoogste Belgische voetbalklasse. De officiële benaming destijds was Division d'Honneur of Eere Afdeeling. De competitie telde 12 clubs, dezelfde als vorig seizoen.
Daring Club de Bruxelles SR dat net voor de Eerste Wereldoorlog twee landstitels had behaald, werd nu voor de derde maal kampioen.

## Gepromoveerde teams
Geen enkel team was gepromoveerd voor de start van het seizoen. De clubs die het vorig seizoen bovenaan eindigden in de Tweede Klasse bleven in die reeks en gingen niet over naar de Ereafdeling.

## Degraderende teams
Door de uitbreiding naar 14 clubs vanaf het volgende seizoen degradeerde slechts één team naar Tweede Klasse op het eind van het seizoen:
- Uccle Sport

## Clubs
Volgende twaalf clubs speelden in 1920/21 in Eerste Klasse. De nummers komen overeen met de plaats in de eindrangschikking:
| # kaart | Stam- nummer | Club                        | Plaats              | Stadion                                                 | # seiz. 1e klasse |
| ------- | ------------ | --------------------------- | ------------------- | ------------------------------------------------------- | ----------------- |
| 1       | 2            | Daring Club de Bruxelles SR | Sint-Jans-Molenbeek | diverse locaties                                        | 13e               |
| 2       | 10           | Union Saint-Gilloise        | Vorst               | Dudenpark (nr 7 op kaartje)                             | 15e               |
| 3       | 13           | Beerschot AC                | Antwerpen           | Olympisch Stadion                                       | 15e               |
| 4       | 3            | RFC Brugeois                | Brugge              | De Klokke                                               | 19e               |
| 5       | 12           | CS Brugeois                 | Brugge              | terrein kruispunt Gistelsesteenweg en Torhoutsesteenweg | 17e               |
| 6       | 6            | R. Racing Club de Bruxelles | Ukkel               | Stade du Vivier d'Oie (nr 10 op kaartje)                | 21e               |
| 7       | 7            | ARA La Gantoise             | Gent                | Jules Ottenstadion                                      | 3e                |
| 8       | 11           | RC de Gand                  | Gent                | Emanuel Hielstadion                                     | 7e                |
| 9       | 1            | R. Antwerp FC               | Antwerpen           | terrein aan de Broodstraat op het Kiel                  | 20e               |
| 10      | 24           | RC Malines                  | Mechelen            | terrein aan het Rode Kruisplein                         | 4e                |
| 11      | 8            | CS Verviétois               | Verviers            | ?                                                       | 11e               |
| 12      | 15           | Uccle Sport                 | Ukkel               | terrein aan de Ruisbroeksesteenweg ?                    | 2e                |

## Eindstand
|   |    |                             | P  | W  | G | V  | +  | -  | DS  | Ptn |
| - | -- | --------------------------- | -- | -- | - | -- | -- | -- | --- | --- |
| K | 1  | Daring Club de Bruxelles SR | 22 | 15 | 5 | 2  | 40 | 10 | 30  | 35  |
|   | 2  | Union Saint-Gilloise        | 22 | 12 | 7 | 3  | 46 | 18 | 28  | 31  |
|   | 3  | Beerschot AC                | 22 | 13 | 1 | 8  | 51 | 28 | 23  | 27  |
|   | 4  | RFC Brugeois                | 22 | 11 | 4 | 7  | 47 | 29 | 18  | 26  |
|   | 5  | CS Brugeois                 | 22 | 11 | 4 | 7  | 41 | 32 | 9   | 26  |
|   | 6  | R. Racing Club de Bruxelles | 22 | 8  | 6 | 8  | 43 | 40 | 3   | 22  |
|   | 7  | ARA La Gantoise             | 22 | 8  | 6 | 8  | 28 | 33 | -5  | 22  |
|   | 8  | RC de Gand                  | 22 | 7  | 7 | 8  | 30 | 45 | -15 | 21  |
|   | 9  | R. Antwerp FC               | 22 | 6  | 8 | 8  | 29 | 37 | -8  | 20  |
|   | 10 | RC Malines                  | 22 | 4  | 7 | 11 | 22 | 42 | -20 | 15  |
|   | 11 | CS Verviétois               | 22 | 4  | 4 | 14 | 34 | 51 | -17 | 12  |
| D | 12 | Uccle Sport                 | 22 | 2  | 3 | 17 | 17 | 63 | -46 | 7   |

P: wedstrijden gespeeld, W: wedstrijden gewonnen, G: gelijke spelen, V: wedstrijden verloren, +: gescoorde doelpunten, -: doelpunten tegen, DS: doelsaldo, Ptn: totaal punten
K: kampioen, D: degradatie

## Topscorers
| Scorer           | Goals | Team                        | Land     |
| ---------------- | ----- | --------------------------- | -------- |
| Ivan Thys        | 23    | Beerschot AC                | België   |
| Maurice Bunyan   | 20    | R. Racing Club de Bruxelles | Engeland |
| Felix Balyu      | 17    | RFC Brugeois                | België   |
| Alfred Wright    | 14    | Daring Club de Bruxelles SR | Engeland |
| Achille Meyskens | 13    | Union Saint-Gilloise        | België   |
| Matthieu Bragard | 13    | CS Verviétois               | België   |
| Honoré Vlamynck  | 12    | Daring Club de Bruxelles SR | België   |
| Ferdinand Wertz  | 12    | R. Antwerp FC               | België   |

1895/96 · 1896/97 · 1897/98 · 1898/99 · 1899/00 · 1900/01 · 1901/02 · 1902/03 · 1903/04 · 1904/05 · 1905/06 · 1906/07 · 1907/08 · 1908/09 · 1909/10 · 1910/11 · 1911/12 · 1912/13 · 1913/14 · 1914/15 · 1915/16 · 1916/17 · 1917/18 · 1918/19 · 
1919/20 · 1920/21 · 1921/22 · 1922/23 · 1923/24 · 1924/25 · 1925/26 · 1926/27 · 1927/28 · 1928/29 · 1929/30 · 1930/31 · 1931/32 · 1932/33 · 1933/34 · 1934/35 · 1935/36 · 1936/37 · 1937/38 · 1938/39 · 1939/40 · 1940/41 · 1941/42 · 1942/43 · 1943/44 · 1944/45 · 1945/46 · 1946/47 · 1947/48 · 1948/49 · 1949/50 · 1950/51 · 1951/52 · 1952/53 · 1953/54 · 1954/55 · 1955/56 · 1956/57 · 1957/58 · 1958/59 · 1959/60 · 1960/61 · 1961/62 · 1962/63 · 1963/64 · 1964/65 · 1965/66 · 1966/67 · 1967/68 · 1968/69 · 1969/70 · 1970/71 · 1971/72 · 1972/73 · 1973/74 · 1974/75 · 1975/76 · 1976/77 · 1977/78 · 1978/79 · 1979/80 · 1980/81 · 1981/82 · 1982/83 · 1983/84 · 1984/85 · 1985/86 · 1986/87 · 1987/88 · 1988/89 · 1989/90 · 1990/91 · 1991/92 · 1992/93 · 1993/94 · 1994/95 · 1995/96 · 1996/97 · 1997/98 · 1998/99 · 1999/00 · 2000/01 · 2001/02 · 2002/03 · 2003/04 · 2004/05 · 2005/06 · 2006/07 · 2007/08 · 2008/09 · 2009/10 · 2010/11 · 2011/12 · 2012/13 · 2013/14 · 2014/15 · 2015/16 · 2016/17 · 2017/18 · 2018/19 · 2019/20 · 2020/21· 2021/22 · 2022/23 · 2023/24 · 2024/25